# Ludwig Prandtl
Ludwig Prandtl (n. 4 februarie 1875, Freising, Regatul Bavariei, Reich-ul German – d. 15 august 1953, Göttingen, RFG) a fost un om de știință german, fizician și inginer, specializat în mecanica fluidelor, aerodinamică și hidrodinamică. Printre contribuțiile sale științifice cele mai importante se pot enumera teoria stratului limită și fundamentarea metodelor de calcul pentru mișcările subsonice, cu aplicații în determinarea profilelor optime ale aripilor de avion. Rezultatele activității sale în domeniul mecanicii fluidelor sunt folosite și în prezent în multe aplicații ale aerodinamicii și ingineriei chimice. Prandtl este adesea menționat ca unul dintre „părinții aerodinamicii moderne”.

## Biografie
Ludwig Prandtl s-a născut la 4 februarie 1875 în Freising, un oraș din Bavaria Superioară. Mama lui suferea de o boală de lungă durată și, ca urmare, Ludwig a petrecut mai mult timp cu tatăl său, profesor de inginerie. Acesta l-a obișnuit să observe și să respecte natura și, de asemenea, să reflecte la observațiile făcute.
A urmat studii superioare timp de șase ani la celebra Universitate Tehnică din München (Technische Universität München). În 1899 a obținut diploma de inginer cu lucrarea Kipp-Erscheinungen, ein Fall von instabilem Gleichgewicht („Flambajul, un caz de echilibru instabil”). În anul următor și-a luat doctoratul în științe, îndrumător fiindu-i profesorul August Foeppl.
Specializarea sa din facultate fiind mecanica solidelor, primul său serviciu a fost ca inginer proiectant pentru echipamente industriale, la uzinele MAN SE. A abordat domeniul mecanicii fluidelor în momentul în care a trebuit să proiecteze un dispozitiv de aspirație. După efectuarea unor experimente de laborator, Prandtl a creat un nou dispozitiv, care a funcționa mai bine și consuma mai puțină energie decât cel pe care îl înlocuia.
În 1901 Ludwig Prandtl a devenit profesor de mecanica fluidelor la Școala tehnică din Hanovra (în prezent, Universitatea Tehnică din Hanovra). Apoi, începând cu 1 septembrie 1904, a fost cooptat printre cadrele didactice ale prestigioasei Universități din Göttingen (acolo l-a avut ca doctorand, printre alții, pe Theodore von Kármán, între 1906 și 1908). La sfârșitul aceluiași an a fost numit director al Institutului de mecanică a fluidelor Max-Planck (în prezent Max-Planck-Institut für Dynamik und Selbstorganisation) al Universității din Göttingen, pe care l-a transformat într-un laborator și centru de cercetări de renume mondial în domeniul aerodinamicii; Prandtl a activat acolo până la sfârșitul celui de-al Doilea Război Mondial.
S-a căsătorit cu fiica profesorului său din facultate, August Foeppl, în 1909.
Împreună cu Richard von Mises, Prandtl a fondat în 1922 Gesellschaft für Angewandte Mathematik und Mechanik - GAMM („Asociația internațională de matematici aplicate și mecanică”, în engleză The International Association of Applied Mathematics and Mechanics), fiind președintele acesteia din 1922 până în 1933.
În timpul războiului (mai exact în 1942), Ludwig Prandtl a fost numit președinte al Departamentului de cercetări pentru aviație al Luftwaffe, fiindu-i subordonat direct lui Hermann Göring.
Ludwig Prandtl a continuat să lucreze la Universitatea din Göttingen până la moartea sa (15 august 1953).

## Contribuții științifice
Ludwig Prandtl a elaborat teoria stratului limită, pe care a prezentat-o prima dată la 12 august 1904, la al treilea Congres Internațional al Matematicienilor din Heidelberg, Germania. Stratul limită este zona de interfață dintre un corp solid și fluidul înconjurător în timpul unei mișcări relative dintre ele, proprietățile sale fiind o consecință a viscozității fluidului. Prin teoria stratului limită se simplifică ecuațiile de mișcare ale fluidului prin împărțirea domeniului mișcării în două zone: una în interiorul stratului limită, dominată de viscozitate și care determină forțele de rezistență la înaintare din jurul corpului solid, și alta în afara stratului limită, în care viscozitatea poate fi neglijată fără efecte semnificative asupra soluției ecuațiilor de mișcare. În această ipoteză se pot astfel rezolva mai ușor ecuațiile Navier–Stokes ale mișcării respective. Teoria stratului limită este un element important în mecanica fluidelor și în domeniile tehnice adiacente acesteia (aerodinamică, hidrodinamică, meteorologie, oceanografie etc.).
Începând din 1907 Prandtl s-a ocupat de mișcările supersonice și de undele de șoc care le însoțesc (conform teoriei elaborate încă din 1860 de către matematicianul Bernhard Riemann). El a inventat o metodă pentru vizualizarea oscilațiilor straturilor de aer la ieșirea dintr-un ajutaj, iar în 1908 a construit primul tunel aerodinamic din Germania. Lucrările sale teoretice și experimentale efectuate cu ajutorul acelui tunel au dus la elaborarea teoriei sale a aripii portante și au influențat considerabil dezvoltarea ulterioară a aerodinamicii pe plan mondial.

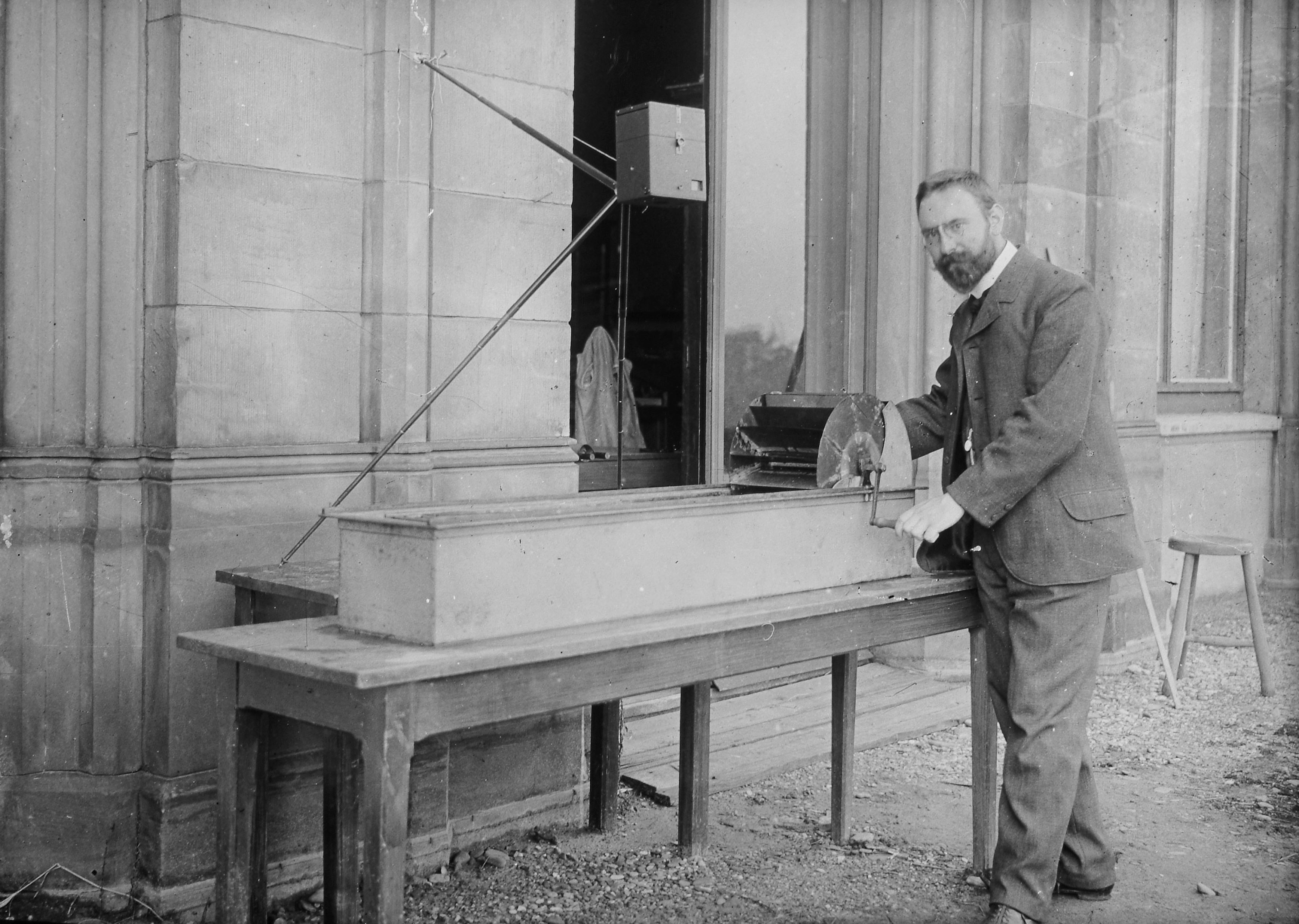
Ludwig Prandtl prezentând un canal experimental care permitea vizualizarea liniilor de curent (1904)

După Primul Război Mondial, Ludwig Prandtl a dezvoltat o nouă teorie a forțelor de rezistență la înaintare (1919), care permitea o mai bună aproximare numerică a acestora. De asemenea, a elaborat o metodă de calcul a profilelor de aripi, studiind compresibilitatea aerului la viteze subsonice; cu această ocazie a introdus criteriul de similitudine cunoscut în prezent sub numele „criteriul Prandtl–Glauert”.
Prandtl s-a ocupat și de fenomenul de deformare a metalelor ductile; el a determinat sarcina limită la care se produce deformarea plastică și a generalizat conceptul de „comportament plastic perfect”. Legea de deformare cunoscută ca „Prandtl-Reuss”, care corelează deformarea cu efortul aplicat în domeniul deformării plastice, a fost publicată în 1924.
În afară de contribuții științifice în cercetare, Ludwig Prandtl a fost un profesor renumit, formând numeroși specialiști în știință și tehnologie. Printre doctoranzii lui de la Universitatea din Göttingen s-au numărat: Jakob Ackeret, Heinrich Blasius, Adolf Busemann, Theodore von Kármán, Ivan Nikuradze, Pohlhausen, Hermann Schlichting, Tietjens, Walter Tollmien și mulți alții (85 în total).

## Principalele opere publicate
- Führer durch die Strömungslehre, ed. Vieweg Verlag, Göttingen, 1931. Acest tratat de hidraulică a cunoscut nu mai puțin de 12 reeditări, ultima datând din 2008 (ISBN: 3-528-48209-5).